# Mary Ann Shaffer
Mary Ann Shaffer (ur. 1934, zm. 1 lutego 2008) – amerykańska pisarka. Pracowała jako redaktorka, bibliotekarka i księgarz.

## Życie prywatne
Mary Ann Shaffer była ciocią Annie Barrows.
Zmarła na raka.

## Twórczość
- 2008: Stowarzyszenie Miłośników Literatury i Placka z Kartoflanych Obierek